# Cineas

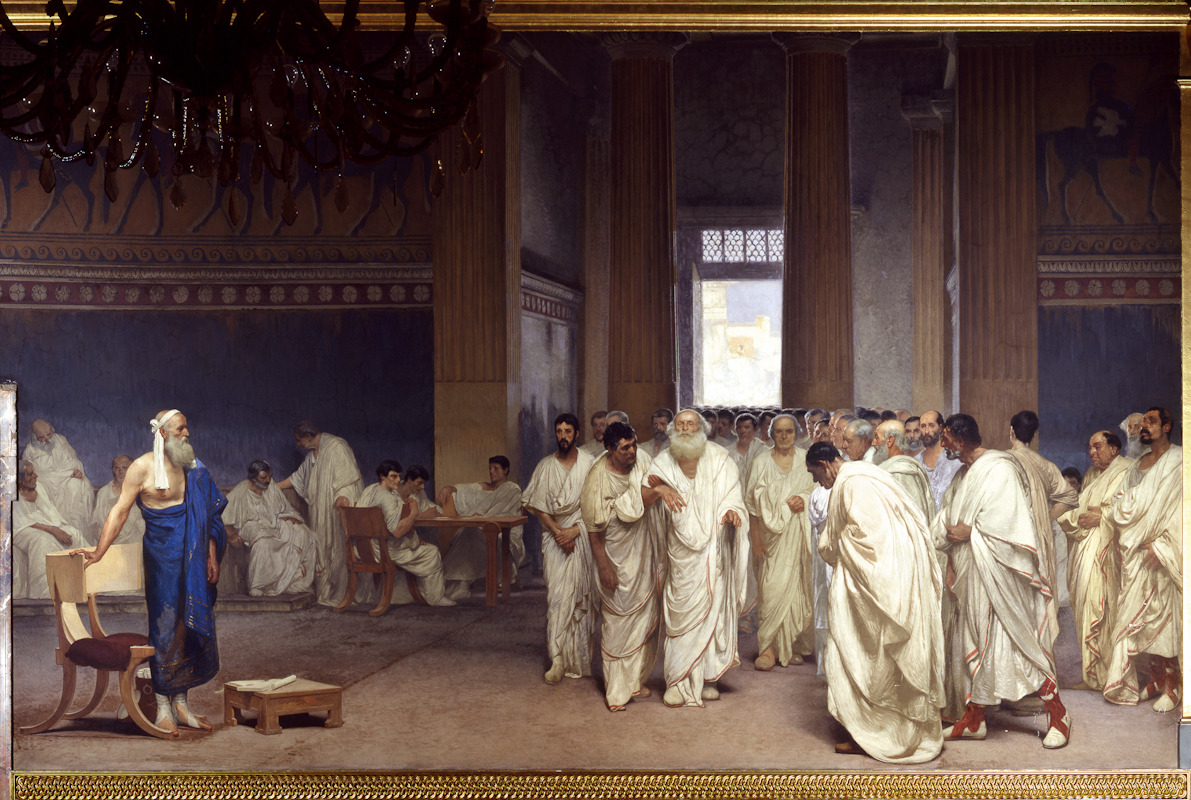
Fresco representando una sesión del Senado. 1881-1888. Palacio Madama (Roma)

En la Historia de la Antigua Roma, Cineas (en griego Κινέας) figura como un ministro en Tesalia y amigo del gran general Pirro, rey del Epiro. Tenía fama de gran sabiduría y era alumno de Demóstenes el orador y era el único hombre que podía compararse en habilidad con él. Pirro lo tenía en alta estima. Cineas fue un epicúreo según Cicerón y Plutarco. 
En la guerra contra Roma, tras su victoria  en la Batalla de Heraclea, Pirro, envió a Cineas como embajador con propuestas de paz, mientras él reunía las fuerzas de sus aliados y marchaba lentamente hacia la Italia central. Los términos que ofreció en su propuesta fueron los de un conquistador:
- Que los romanos debían reconocer la independencia de los italiotas.
- Que debían restaurar a samnitas, lucanos, apulios y brucios todas las posesiones perdidas en la guerra.
- Que Roma debía firmar la paz con él mismo y con los tarentinos.

Tan pronto como se acordara el tratado de paz en estos términos, el epirota devolvería todos los prisioneros romanos sin rescate alguno. 
Cineas, cuya persuasiva elocuencia se dice que ganó más ciudades para Pirro que sus ejércitos, no reparó en medios para asegurar el favor de los romanos hacia su rey e inducirles a aceptar la paz. Las perspectivas de la república parecían tan oscuras que muchos senadores consideraron prudente acceder a las demandas de Pirro, y probablemente esto habrían hecho de no ser por el discurso patriótico del anciano censor Apio Claudio Ceco, quien rechazó la idea de rendición y expulsó a Cineas de Roma ese mismo día.
Cineas informó a Pirro que el Senado Romano era una asamblea de caballeros venerables, y que luchar contra ellos era como enfrentarse con la Hidra de Lerna. Cineas poseía una gran memoria. Al día siguiente a su llegada a Roma, fue capaz de saludar a cada senador y guardia por su nombre.